# エウノモス
エウノモス（希：Εὔνομος、ラテン文字転記：Eunomos、在位：紀元前800年-紀元前780年）はエウリュポン朝のスパルタ王である。
プルタルコスによれば、詩人のシモニデスはエウノモスは立法者リュクルゴスと共にプリュタニスの子であると言っているが、大多数の人はエウノモスはプリュタニスの子で、ポリュデクテスとリュクルゴスがエウノモスの子であるとしているようである。一方で、ヘロドトスはエウノモスをポリュデクテスの子であるとしている。
パウサニアスによれば、エウノモスの治世は平和だったようである。次の王位にはカリラオスがついた。

## 註
1. ↑  プルタルコス, 「リュクルゴス」, 1
2. ↑  ヘロドトス, VIII, 131
3. ↑  パウサニアス, III, 7, 2